# Мюнихрайт-ам-Остронг
Мюнихрайт-ам-Остронг (нем. Münichreith am Ostrong) — посёлок в Австрии, в федеральной земле Нижняя Австрия.
Входит в состав округа Мельк. Население 1687 чел. Занимает площадь 38,82 км². Официальный код — 31525.